# Balearengeit

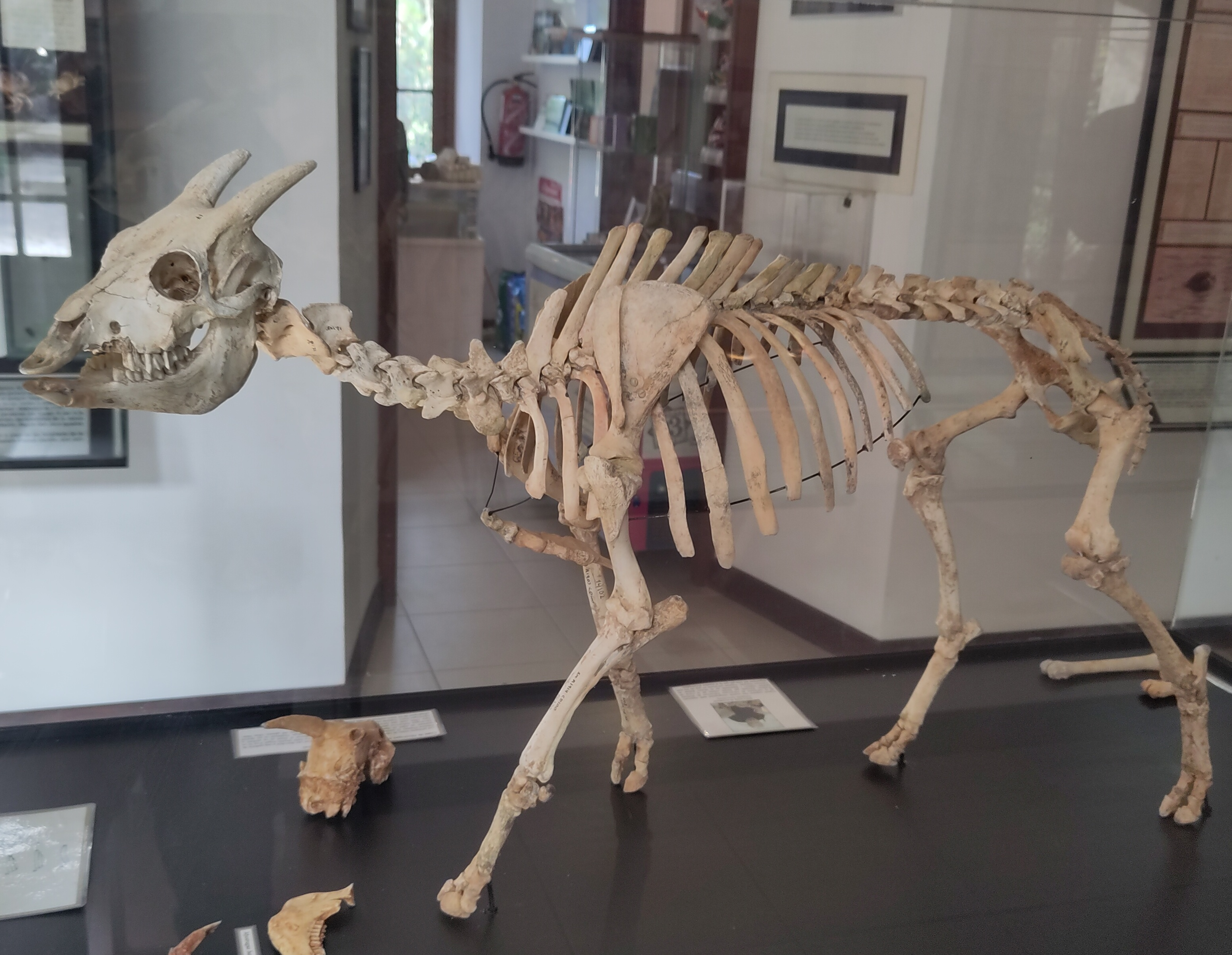
Skelet

De Balearengeit (Myotragus balearicus) is een uitgestorven hoefdier uit de onderfamilie Caprinae. De geslachtsnaam Myotragus is gevormd uit de Oudgriekse woorden μυος (muos; muis) en τραγος (tragos; bok); balearicus is Latijn voor 'tot de Balearen behorend'.
Het dier heeft een Nederlandstalige naam maar wordt meestal Myotragus genoemd. Het leefde op de eilanden Mallorca en Minorca totdat het ongeveer 5000 jaar geleden uitstierf. Genetisch onderzoek door de Universiteit Pompeu Fabra laat nu zien dat de 'rare geit', zoals dit dier eerder werd omschreven, meer verwant was aan schapen dan aan geiten.

## Kenmerken
Het eerste wat opvalt aan dit dier is de kop. De ogen zijn niet naar de zijkanten gericht, zoals dat het geval is bij bijna alle herbivoren, maar naar voren. Hierdoor had het dier stereoscopisch zicht. De onderkaak droeg snijtanden die bleven doorgroeien, zoals bij knaagdieren en haasachtigen, maar niet bij hoefdieren. De bovenkaak had geen snijtanden. De rest van de tanden waren kiezen en valse kiezen, aangepast aan het vermalen van vegetatie. De snuit was kort in vergelijking met de rest van de schedel, waardoor de vorm van de kop een beetje vergelijkbaar is met die van konijnen en hazen. Verder hadden beide geslachten twee hoorns boven op de kop. Mogelijk waren deze hoorns langer, maar hadden ze een korte hoornpit en een lange keratinehoorn. Er zijn schedels van Myotragus gevonden, maar geen complete hoorns.
Myotragus was ongeveer vijftig centimeter hoog, en woog tussen de vijftig en zeventig kilo. De poten waren verhoudingsgewijs korter dan bij verwante holhoornigen, en minder flexibel, wat ze niet erg snel maakte. Dat was geen serieus probleem, want op de eilanden waar ze leefden kwamen geen roofdieren voor, op roofvogels na, waarvoor ze zich mogelijk verscholen in de vegetatie. Op de schouders hadden deze dieren een uitgesproken bult, aangezien het achterste deel van de rug gebogen was. De poten hadden vier tenen, net zoals veel van de artiodactyla. De staart was lang in vergelijking met de rest van het lichaam.

## Voedsel
De fossiele en subfossiele overblijfselen van de Balearengeit duiden erop dat dit dier, net als moderne geiten, een bladeter was en zich dus voedde met bladeren en twijgen van houtige gewassen. Het moet zich hebben gevoed met allerlei struiken en lage takken van de typische bomen uit een mediterraan klimaat, hoewel het een speciale voorkeur had voor de endemische Buxus balearica. De op Mallorca en Minorca gevonden fossielen, alsmede de afwezigheid van grazende dieren, schijnen aan te duiden dat de Balearen voor de menselijke kolonisatie totaal door bossen werden bedekt, en dat er geen graslanden van enige betekenis bestonden. In deze leefomgeving zal Myotragus waarschijnlijk solitair of in kleine groepen geleefd hebben.

## Voortplanting
Er is niet veel bekend over het voortplantingsgedrag van deze soort. In 1999 is er een skelet van een pasgeboren exemplaar gevonden vlak bij Manacor in het noordoosten van Mallorca. Het jong was relatief groot in verhouding tot de moeder, en mogelijk kon het al snel na de geboorte lopen en de moeder volgen. Het is waarschijnlijk dat het niet veel tijd nodig had om volwassen te worden, misschien maar een of twee jaar.
Het feit dat de soort nog steeds horens had kan erop wijzen dat de mannetjes deze gebruikten om te vechten voor het recht op vootplanting. Het ontbreken van seksuele dimorfie (verschil in uiterlijk tussen mannetjes en vrouwtjes) doet vermoeden dat de soort niet polygaam was of tenminste niet in harems leefde. Gezien de korte lengte van de hoorns moeten deze dieren zich tijdens gevechten gericht hebben op elkaars flank in plaats van elkaars kop met hoorns (dat laatste is typisch voor grote holhoornigen).
Een mediterraan klimaat vertoont seizoenen, wat reden is om aan te nemen dat Myotragus een jaarlijks terugkerend paarseizoen had, maar het is onbekend in welke periode dit viel.

## Ontstaan
De unieke kenmerken van de Balearengeit zijn het gevolg van een evolutieproces op eilanden, en een duidelijk voorbeeld van dwergvorming. Bij deze vorm van isolatie zijn holhoornigen geneigd om kleiner te worden (in tegenstelling tot knaagdieren en haasachtigen die juist groter worden, zoals gebeurd is bij Hypnomys, de reuzenslaapmuis die ook voorkwam in het leefgebied van Myotragus). Bovendien verliezen ze de angst en het vluchtgedrag voor roofdieren. Voorbeelden hiervan zijn het verlies van het vermogen om hard te lopen, het stereoscopisch zicht (bruikbaar om afstanden te schatten, maar minder om vijanden om je heen op te merken) en het kleiner worden van de hersenen, wat ook waargenomen is bij de Floresmens (Homo floresiensis), een uitgestorven kleine mensensoort op het eiland Flores in Indonesië.
Analyses van DNA en de oudste fossielen (Plioceen) van het eiland Mallorca (Myotragus pepgonellae) laten zien dat de Balearengeit, hoewel hij een bladeter is, oorspronkelijk afstamt van grazers. De soorten die het meest verwant zijn aan Myotragus zijn schaapachtigen, zoals de uitgestorven Nesogoral uit het Plioceen-Pleistoceen van Sardinië, de oude Gallogoral uit Frankrijk (mogelijk de continentale voorouder van Myotragus en Nesogoral), dieren van het geslacht Ovis (schapen) en de berggeiten van Centraal-Azië. Een analyse van het complete mitochondriale genoom wees uit dat de dichtstbijzijnde levende verwant de takin (Budorcas taxicolor) is, en dat de twee soorten rond 7,1 miljoen jaar geleden van elkaar gescheiden zijn. De laatste voorouder van zowel Myotragus als Nesogoral moet ongeveer zes miljoen jaar geleden gearriveerd zijn op Mallorca en Sardinië, in de tijd dat de Straat van Gibraltar gesloten was en de Middellandse Zee opgedroogd was op een aantal zoutmeren na. Na de opening van de zeedoorgang en de massale instroom van zeewater, raakten de populaties dieren op de nieuwe eilanden geïsoleerd. Door klimaatsverandering veranderde de subtropische vegetatie in een mediterrane vegetatie, waardoor Myotragus was gedwongen om zijn eetgedrag drastisch aan te passen, en andere tanden te ontwikkelen.
In het begin koloniseerde Myotragus alleen het eiland Mallorca. Op Ibiza ontwikkelde zich een aparte fauna zonder landzoogdieren, waar vogels en vleermuizen de belangrijkste gewervelden waren, terwijl op Minorca een reuzenkonijn evolueerde dat dezelfde niche had als Myotragus op Mallorca. Tijdens het dalen van het zeeniveau in de ijstijden werden Mallorca en Minorca samen één eiland. Myotragus nam hierna de plaats in van de grote haasachtige van Minorca. Beide eilanden raakten weer geïsoleerd van elkaar tijdens het begin van het Holoceen.

## Uitsterven
Verschillende dateringen laten zien dat de drie inheemse landzoogdieren van Mallorca (Myotragus, Hypnomys en de reuzenspitsmuis Nesiosites) binnen korte tijd in dezelfde periode verdwenen, tijdens het derde millennium voor Christus.
Er is al lang discussie over de oorzaak van het uitsterven van Myotragus. Sommige wetenschappers zeggen dat klimaatverandering de oorzaak is geweest, anderen dat de soort is uitgeroeid door de eerste menselijke bewoners van de Balearen. Beide opvattingen kunnen met bewijsmateriaal ondersteund worden, waardoor er nog geen eenduidig antwoord op de vraag is.
De overheersende theorie is dat het uitsterven werd veroorzaakt door menselijk toedoen. Met traditionele dateringsmethoden was de komst van de eerste mensen op de Balearen bepaald op 5000 v.Chr. of zelfs eerder, maar later onderzoek, met modernere methoden, geeft aan dat er voor 3000 v.Chr. geen mensen op de eilanden aanwezig waren. Die datering ligt erg dicht in de buurt van het uitsterven van de drie inheemse landzoogdieren.
De eerste kolonisten op de Balearen hadden een Neolithische cultuur, hoewel ze in grotten leefden, die er op de eilanden veel zijn. In deze grotten zijn veel dierlijke botresten gevonden, vooral van Myotragus, met sporen van door mensen toegebrachte krassen en deuken. Verrassend is dat niet alle geiten dood in de grotten aankwamen, maar enige tijd in leven werden gehouden. Van veel waren de horens verwijderd, waarna de wonden weer genezen waren. Dit kan betekenen dat er gepoogd werd om ze als huisdieren te houden. Domesticatie is uiteindelijk mislukt, mogelijk doordat de soort zich in gevangenschap niet voortplantte of niet snel genoeg. In de grotten zijn uitsluitend overblijfselen van volwassen dieren gevonden.
De jacht, het mislukken van de domesticatie en de introductie van gedomesticeerde uitheemse dieren zoals geiten (die met Myotragus concurreerden om hetzelfde voedsel), runderen, paarden, ezels, varkens en schapen (en als gevolg daarvan de vernietiging van de bossen om weidegrond te creëren), honden (die mogelijk op Myotragus gejaagd hebben), zijn mogelijke oorzaken voor het uitsterven van dit Myotragus.